# ژوستینین یکم
ژوستینین یکم یا یوستی‌نیانوس یکم (تولد: ۴۸۳ میلادی – مرگ: ۵۶۵ میلادی)، که با عنوان ژوستینین کبیر هم شناخته می‌شود، بزرگ‌ترین امپراتور روم شرقی (بیزانس) بود که از سال ۵۲۷ تا هنگام مرگش در سال ۵۶۵ میلادی به مدت ۳۸ سال بر امپراتوری بیزانس حکومت کرد.
او نزد کلیسای ارتدکس شرقی با عنوان «قدّیس یوستی‌نیانوس بزرگ» شناخته می‌شود. او پس از عمویش ژوستین یکم دومین فرمانروا از دودمان ژوستینی به حساب می‌آید. دوران سلطنت او اوج امپراتوری بیزانس بود.

## زندگی

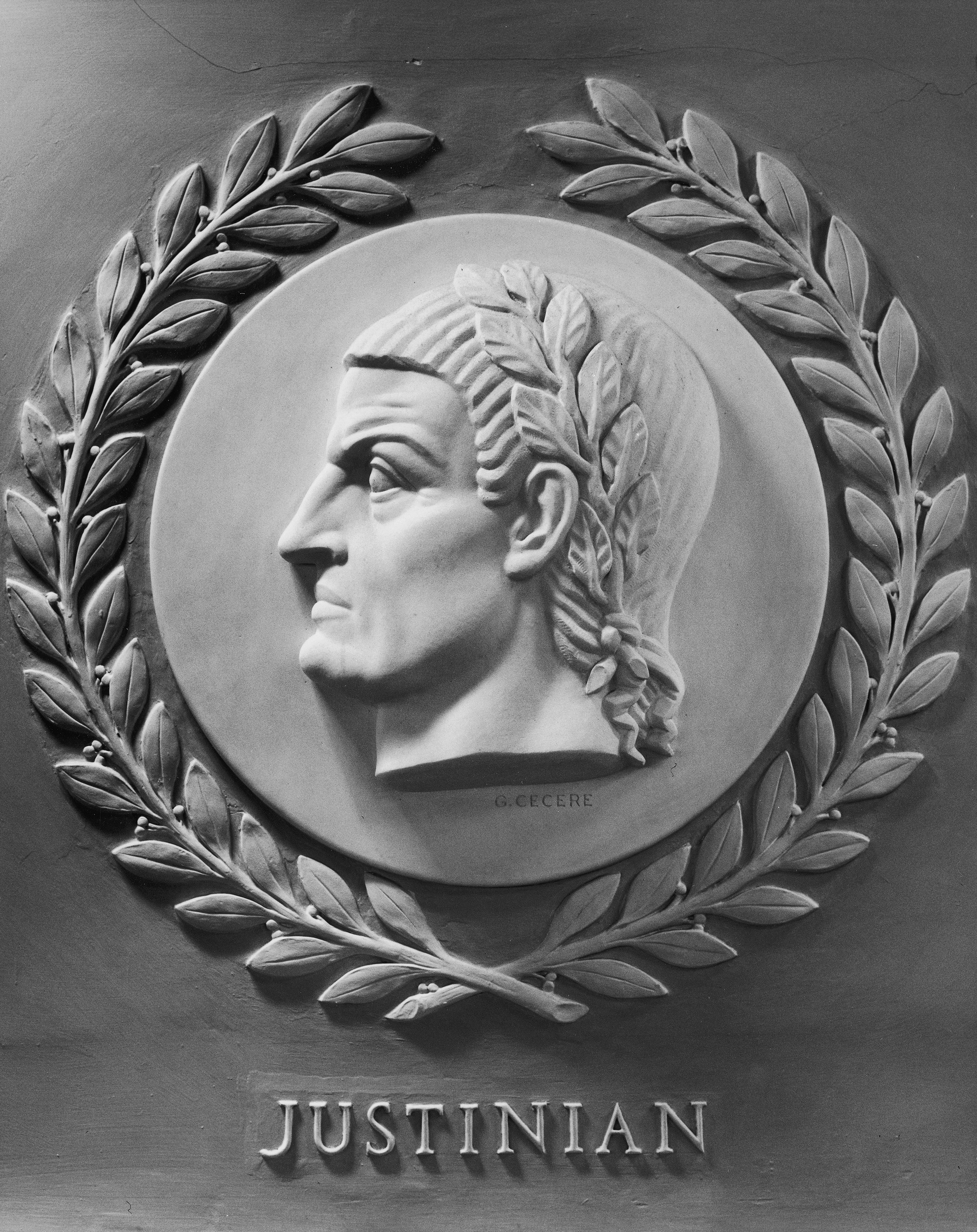
نقش برجسته‌ای از ژوستینین یکم در مجلس نمایندگان ایالات متحده آمریکا برای گرامی‌داشت یاد او به عنوان یکی از ۲۳ شخصیت برجستهٔ جهان در امر قانون‌گذاری در سرتاسر تاریخ.

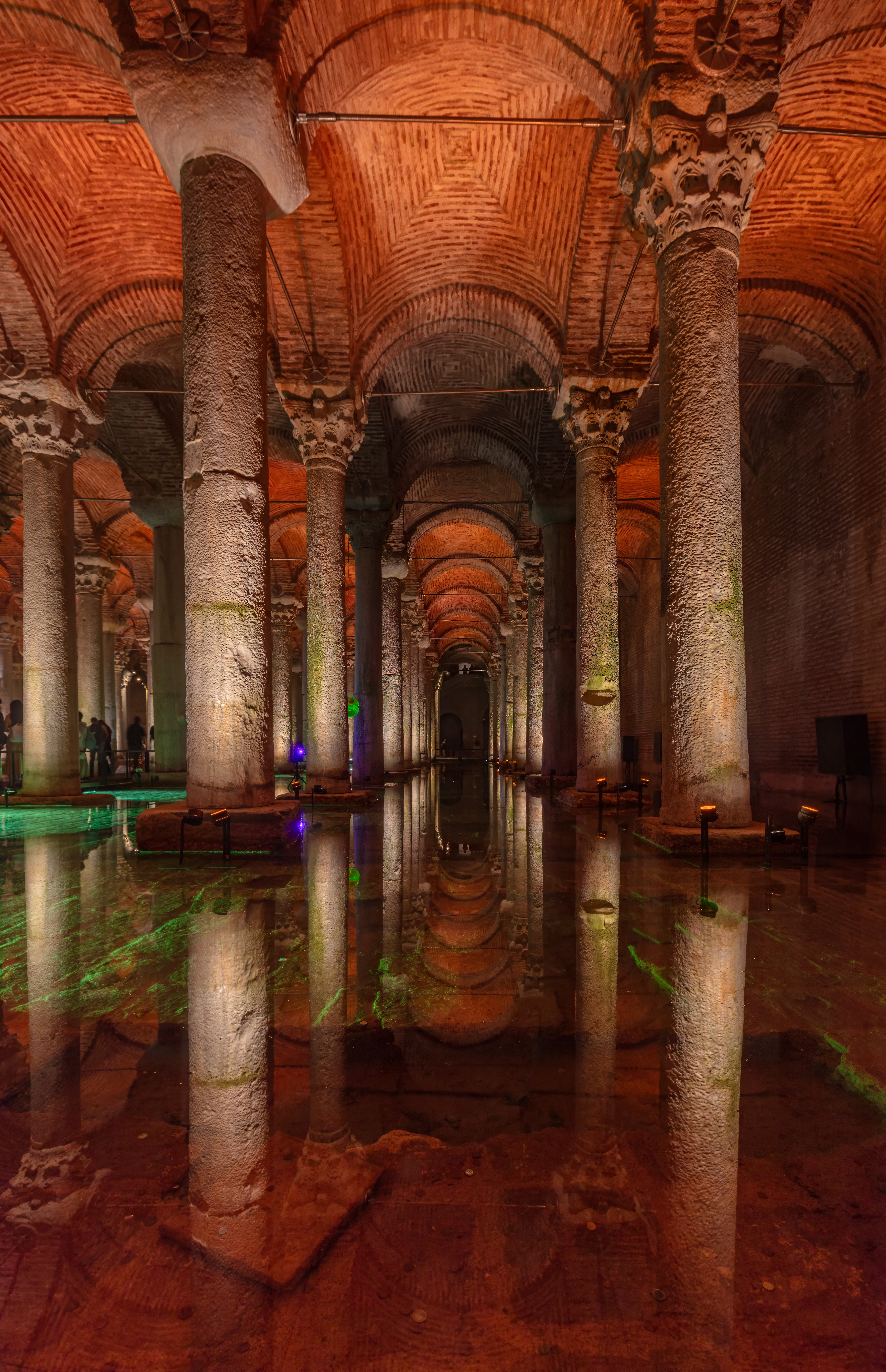
نگاره‌ای از آب‌انبار باسیلیکا سیسترن در شهر استانبول، ترکیه. این سیسترن در سده ششم میلادی و در دوران سلطنت ژوستینیان یکم ساخته شد.

ژوستینیان احتمالاً در سال ۴۸۲ در تورسیوم، داردانیا به دنیا آمد. او که بومی زبان لاتین بود (احتمالاً آخرین امپراتور لاتین زبان روم بود)، او از خانواده‌ای دهقانی بود که گمان می‌رفت منشأ ایلرو-رومی یا تراکو-رومی داشتند. نام یوستینیانوس که بعداً آن را گرفت، نشان دهنده فرزندخواندگی توسط داییش جاستین است. او در دوران سلطنت خود جاستینیانا پریما را نه چندان دور از زادگاهش تأسیس کرد. مادرش ویگلانتیا، خواهر جاستین بود. جاستین، که قبل از امپراتور شدن، فرمانده یکی از واحدهای گارد امپراتوری (Ecubitors) بود، ژوستینیان را به فرزندی پذیرفت، او را به قسطنطنیه آورد و تحصیل او را تضمین کرد. در نتیجه، ژوستینیانوس در فقه، الهیات و تاریخ روم تحصیلات خوبی داشت. ژوستینیان به عنوان یک کاندیداتور خدمت کرد، یکی از ۴۰ مردی که از scholae palatinae برای خدمت به عنوان محافظ شخصی امپراتور انتخاب شد. وقایع نگار جان مالالاس که در زمان سلطنت ژوستینیان می‌زیست، ظاهر او را کوتاه، پوست روشن، موهای مجعد، صورت گرد و خوش تیپ و موها و ریش‌های خاکستری توصیف می‌کند. یکی دیگر از مورخان معاصر، پروکوپیوس، که او را با عباراتی مشابه توصیف می‌کند، ظاهر ژوستینیان را با امپراتور دومیتیان مقایسه می‌کند.
هنگامی که امپراتور آناستاسیوس در سال ۵۱۸ درگذشت، ژوستین با کمک قابل توجهی از خواهرزاده‌اش ژوستینیان به عنوان امپراتور جدید معرفی شد. ژوستینیان جاه طلبی زیادی از خود نشان داد و چندین منبع ادعا می‌کنند که او مدت‌ها قبل از اینکه جاستین او را به امپراتوری تبدیل کند، به عنوان نایب السلطنه مجازی عمل می‌کرد، اگرچه هیچ مدرک قطعی در این مورد وجود ندارد. هنگامی که جاستین در اواخر سلطنت خود پیر شد، ژوستینیان بالفعل حاکم شد. پس از ترور ژنرال ویتالیان در سال ۵۲۰ (با سازماندهی جوستینیان یا ژوستین)، ژوستینیان به عنوان کنسول و فرمانده ارتش شرق منصوب شد. ژوستینیان از نزدیکان ژوستین باقی ماند و در سال ۵۲۵ القاب نوبیلیسیموس و سزار (وارث ظاهری) به او اعطا شد. او در ۱ آوریل ۵۲۷ به عنوان امپراتور مشترک منصوب شد و پس از مرگ جاستین در ۱ اوت ۵۲۷ فرمانروایی انحصاری شد.
به عنوان یک حاکم، ژوستینیان انرژی زیادی از خود نشان داد. او به دلیل عادت‌های کاری خود به «امپراتوری که هرگز نمی‌خوابد» معروف بود. در حدود سال ۵۲۵ با معشوقه خود تئودورا در قسطنطنیه ازدواج کرد. او در حرفه بازیگری بود و حدود بیست سال از او کوچکتر بود. در زمان‌های قبلی، ژوستینیان به دلیل طبقه‌اش نمی‌توانست با او ازدواج کند، اما عمویش، امپراتور جاستین اول، قانونی را تصویب کرده بود که محدودیت‌های ازدواج با بازیگران سابق را لغو می‌کرد. اگرچه این ازدواج باعث رسوایی شد، تئودورا در سیاست امپراتوری بسیار تأثیرگذار شد. افراد با استعداد دیگر عبارتند از: تریبونیان، مشاور حقوقی او؛ پیتر پاتریسیان، دیپلمات و رئیس دیرینه بوروکراسی کاخ؛ وزیران دارایی ژوستینیانوس، جان کاپادوکیان و پیتر بارسیمس، که موفق به جمع‌آوری مالیات کارآمدتر از پیش شدند. بدین وسیله جنگ‌های ژوستینیانوس تأمین مالی می‌شد و سرانجام، ژنرال‌های او، بلیزاریوس و نارسس، مسئول فتح مجدد شمال آفریقا و ایتالیا.
حکومت ژوستینیان در سطح عموم محبوبیت نداشت. او در اوایل سلطنت خود تقریباً تاج و تخت خود را در جریان شورش‌های نیکا از دست داد، و یک توطئه علیه زندگی امپراتور توسط کارآفرینان ناراضی در اواخر سال ۵۶۲ کشف شد. ژوستینیان در اوایل دهه ۵۴۰ به طاعون مبتلا شد اما بهبود یافت. تئودورا در سال ۵۴۸ در سن نسبتاً جوانی احتمالاً به دلیل سرطان درگذشت. جاستینیان نزدیک به بیست سال از او بیشتر عمر کرد. ژوستینیان که همیشه علاقه شدیدی به مسائل الهیاتی داشت و فعالانه در بحث‌های مربوط به دکترین مسیحی شرکت می‌کرد، در سال‌های آخر زندگی‌اش حتی بیشتر به دین اختصاص یافت. او در ۱۴ نوامبر ۵۶۵ بدون فرزند درگذشت. جاستین دوم، که پسر خواهرش ویگیلانتیا بود و با سوفیا، خواهرزاده تئودورا، ازدواج کرده بود جانشین او شد. جسد ژوستینیان در مقبره مخصوصی در کلیسای رسولان مقدس دفن شد تا اینکه در جریان غارت شهر در سال ۱۲۰۴ توسط ایالات لاتین طی جنگ صلیبی چهارم مورد هتک حرمت شده و مورد سرقت قرار گرفت.
از کارهای ژوستینین تدوین بدنه قانون مدنی و اصلاحات دیوانی و ارتشی بود. او امپراتور جاه‌طلبی بود و کوشید تا مرزهای پیشین امپراتوری روم را بازگرداند و این روم غربی و به ویژه شهر رم را نیز در بر می‌گرفت. فرمانروایی او به شکوفایی فرهنگ بیزانسی انجامید. او سازه‌های چندی از خود به‌جا گذارد که برجسته‌ترینش کلیسای ایاصوفیه که تا سده‌ها مرکز کلیسای ارتدکس خاوری بود، است. یوستی‌نیانوس کوشش بسیاری برای گسترش مسیحیت نمود.

## سلطه مجدد بر سرزمین‌های غربی

نقشه امپراتوری بیزانس پیش (سرخ) و پس از سلطنت ژوستینین (نارنجی)

پس از مرگ اودوآکر، پادشاه ایتالیا، ژوستینین که از دست رفتن سرزمین‌های غربی را غیرقابل بازگشت نمی‌دید، جنگ‌هایی را آغاز نمود تا این زمین‌ها را باز پس بگیرد. او در ابتدا سال ۵۳۳ میلادی به آفریقای تحت سلطه وندال‌ها و سپس در سال ۵۳۴ میلادی به ایتالیا حمله برد. شورش در ایتالیا موقتاً پادشاهی استروگوت‌ها را زنده کرد اما تا سال ۵۵۴ میلادی سرکوب شد. همزمان بیشتر سواحل اسپانیا نیز به زیر سلطه ژوستینین درآمد. بدین شکل تمامی سرزمین‌های اطراف مدیترانه مجدداً در تصرف رومی‌ها قرار گرفت و تنها سرزمین گل و مناطق داخلی اسپانیا بیرون از فرمانروایی مستقیم آن‌ها بود. این پیروزی‌ها پادشاهی‌های وَندال‌ها و استروگوت‌ها را برای همیشه از میان برد و آن‌ها را مجدداً وارد جامعه استانی روم نمود.

## سرکوب سایر ادیان و فلسفه
در سال ۵۲۹ میلادی یوستی‌نیانوس یکم که معتقد بود فرایند آموزش باید تنها در دست مسیحیان باشد، آکادمی نوافلاطونیان آتن را بست و همچنین ممنوع بودن آموزش و فراگیری فلسفه در قلمروی امپراتوری روم شرقی را اعلام نمود. در پی این رویداد، فیلسوفان آتن به دربار خسرو انوشیروان، شاهنشاه ایران ساسانی، پناهنده شدند و کتاب‌های بسیاری را نیز با خود به ایران آوردند. این کتاب‌ها که آثار ارسطو در میان آنها بود، نخست به زبان سریانی و سپس به زبان پارسی برگردانده شدند. پس از روی کار آمدن بنی عباس، از سال ۷۶۲ برخی از این کتاب‌ها به‌دست کشیشان مسیحی نسطوری مذهب، به زبان عربی برگردانده شدند ولی از سال ۸۳۲ میلادی، روند ترجمه کردن این کتاب‌ها به زبان عربی، شدت بیشتری به خود گرفت.
همچنین چون در این هنگام، بازرگانی ایران از بازرگانی روم خاوری پیشی گرفته بود، یوستی‌نیانوس یکم به ناچار رو به دریانوردان اتیوپیایی آورد تا از آنها در بازرگانی خود سود ببرد ولی با این همه، او نتوانست از این ترفند خود بهره چندانی ببرد.

## جنگ با شاهنشاهی ساسانی
ژوستینیانوس از عمویش وارث خصومت‌های مداوم با امپراتوری ساسانی شد. در سال ۵۳۰، نیروهای ایرانی در دارا و ساتالا متحمل شکست مضاعف شدند، اما سال بعد شاهد شکست نیروهای رومی تحت فرمان بلیزاریوس در نزدیکی کالینیکوم بودیم. یوستینیان سپس سعی کرد با آکسومیت‌های اتیوپی و هیمیاری یمن علیه ایرانیان متحد شود، اما در این کار شکست خورد. هنگامی که قباد یکم پادشاه ایران درگذشت (سپتامبر ۵۳۱)، ژوستینیان با جانشین او خسرو یکم (۵۳۲) «قرار صلحی ابدی» (که ۱۱۰۰۰ پوند طلا برای او تمام شد) منعقد کرد. ژوستینیان پس از تثبیت مرزهای شرقی خود، توجه خود را به غرب معطوف کرد، جایی که پادشاهی‌های آلمانی در قلمروهای امپراتوری روم غربی سابق تأسیس شده بود.
میان سال‌های ۵۴۰ تا ۵۶۲ میلادی به جنگ با شاهنشاهی ساسانی پرداخت. در بهار ۵۴۰ خسرو یکم به مرزهای روم لشکر کشید. حلب را گرفت. آنگاه در ژوئن بر انطاکیه چیره گشت (پیش از تصرف شهر به ۶۰۰۰ نیروی رومی درون شهر طی توافقی اجازه خروج داده شد). درعا را محاصره کرد. آنگاه به پادشاهی کوچک ولی استراتژیک لازستان در کنار دریای سیاه که پیرو روم بود روی آورد. بلیزاریوس سردار رومی در ۵۴۱ به پدافند پرداخت و در آغاز پیروزی‌های کوچکی نیز به دست آورد ولی در نهایت شکست خورد و در ۵۴۲ به کنستانتینوپول فراخوانده شد. طی این جنگ خسرو یکم صلحی با شرایط پرداخت ۵۰۰۰ پوند طلا برای آغاز صلح و پرداخت ۵۰۰ پوند طلای سالانه برای حفظ صلح را به دولت روم تحمیل کرد. در ۵۴۳ گسترش طاعون جنگ را آرام نمود. در ۵۴۴ انوشیروان ادسا را محاصره کرد ولی در دستیابی بدان شهر بزرگ ناکام ماند. پیشرفت هر دو سوی نبرد، اندک بود، پس در ۵۴۵ دو سوی میدان، دست از جنگ کشیدند و بر سر مرزهای جنوبی با هم کنار آمدند ولی جنگ لازستان در شمال دنباله داشت، تا اینکه در ۵۵۷ قرار صلحی که پنج سال ادامه داشت بین دو قدرت وضع شد.